# Canada Open 1983
Il Canada Open 1983 è stato un torneo di tennis giocato sul cemento.
È stata la 93ª edizione del Canada Open, che fa parte del Volvo Grand Prix 1983 e del Virginia Slims World Championship Series 1983. 
Il torneo maschile si è giocato al Uniprix Stadium di Montréal in Canada dall'8 al 14 agosto 1983, 
quello femminile al Rexall Centre di Toronto in Canada dal 15 al 21 agosto 1983.

## Campioni

### Singolare maschile
Ivan Lendl ha battuto in finale  Anders Järryd con il punteggio di 6–2, 6–2.

### Singolare femminile
Martina Navrátilová ha battuto in finale  Chris Evert con il punteggio di 6–4, 4–6, 6–1.

### Doppio maschile
Sandy Mayer /  Ferdi Taygan hanno battuto in finale  Tim Gullikson /  Tom Gullikson con il punteggio di 6–3, 6–4.

### Doppio femminile
Anne Hobbs /  Andrea Jaeger hanno battuto in finale  Rosalyn Fairbank /  Candy Reynolds con il punteggio di 6–4, 5–7, 7–5.